# Теракт під час Маршу єдності в Харкові (2015)
Теракт під час мирної ходи в Ха́ркові, відомої також за неофіційної назвою «Марш єдності» — терористичний акт, що був здійснений 22 лютого 2015 року у Харкові. Мирна хода проходила повз Харківський палацу спорту, коли пролунав вибух. Внаслідок вибуху загинуло 4 особи, серед них 1 міліціонер та 1 неповнолітній, ще 9 отримали поранення.

## Хід подій
22 лютого 2015 року у Харкові планувалася акція «22 лютого 2014 вигнали бандюковича — 22 лютого 2015 пора вигнати путлера!». На сайті Євромайдану Харків в анонсі зазначалося наступне:

| Рік тому у Харкові десятки тисяч людей вийшли щоб завадити планам бандюковича по розколу України. У цьому році путлер нам у Харкові загрожує війною. Знову вийдемо щоб зруйнувати путлерівську маячню. Зустрінемося 22 лютого 2015 року о 12:00 біля палацу спорта, та пройдемо великою ходою до майдану Свободи, продемонструємо ще раз — ми проти сепаратизму та свавілля! Зламаємо навіть саму думку йти до нас. |
| — Сайт Євромайдан Харків. 12 лютого 2015. |

Хода почалася біля Палацу спорту, активісти вишикувалися в колону та рушили в напрямку майдану Свободи. Однак близько 13:20, коли колона встигла пройти лише 100 метрів, пролунав вибух. Спрацював пристрій, що, за повідомленням прокурора Харківської області Юрія Данильченка, був протипіхотною міною з радіокерованим пристроєм. За повідомленням СБУ, вибухівка була захована у кучугурі снігу ще напередодні вночі. Тротиловий еквівалент вибуху — 2 кг.
Внаслідок вибуху на місці загинуло двоє (відомий харківський активіст Євромайдану Ігор Толмачов та підполковник міліції Вадим Рибальченко) та поранено одинадцять осіб. Наступного дня 15-річний Данило Дідік, що внаслідок вибуху отримав тяжку черепно-мозкову травму і впав у кому, помер. 24 лютого помер ще один поранений внаслідок вибуху — 18-річний студент Харківської Академії міського господарства Микола Мельничук.
Частину осколків прийняв на себе автомобіль «Газель», який в цей час якраз проїжджав поблизу епіцентру, і це значно зменшило кількість постраждалих.

## Розслідування та реакція
За фактом вибуху прокуратурою Харківської області було розпочато кримінальне провадження. СБУ оголосила про початок у місті антитерористичної операції. За повідомленням радника голови СБУ Маркіяна Лубківського було затримано 4 підозрюваних — членів підпільного терористичного угрупування «Харківські партизани», у затриманих було вилучено реактивний вогнемет Джміль. За допомогою цієї зброї терористи готувалися здійснити 22 лютого ще кілька терористичних актів, зокрема, обстріли клубів та торговельних центрів
23 лютого оголошено в Харкові днем жалоби за загиблими.
16 січня 2017 року Україна подала позов до Міжнародного суду ООН з метою притягнення РФ до відповідальності за вчинення актів тероризму і дискримінації протягом її незаконної агресії проти України. Серед перелічених терористичних атак був названий і теракт під час Маршу єдності.

## Вшанування пам'яті загиблих

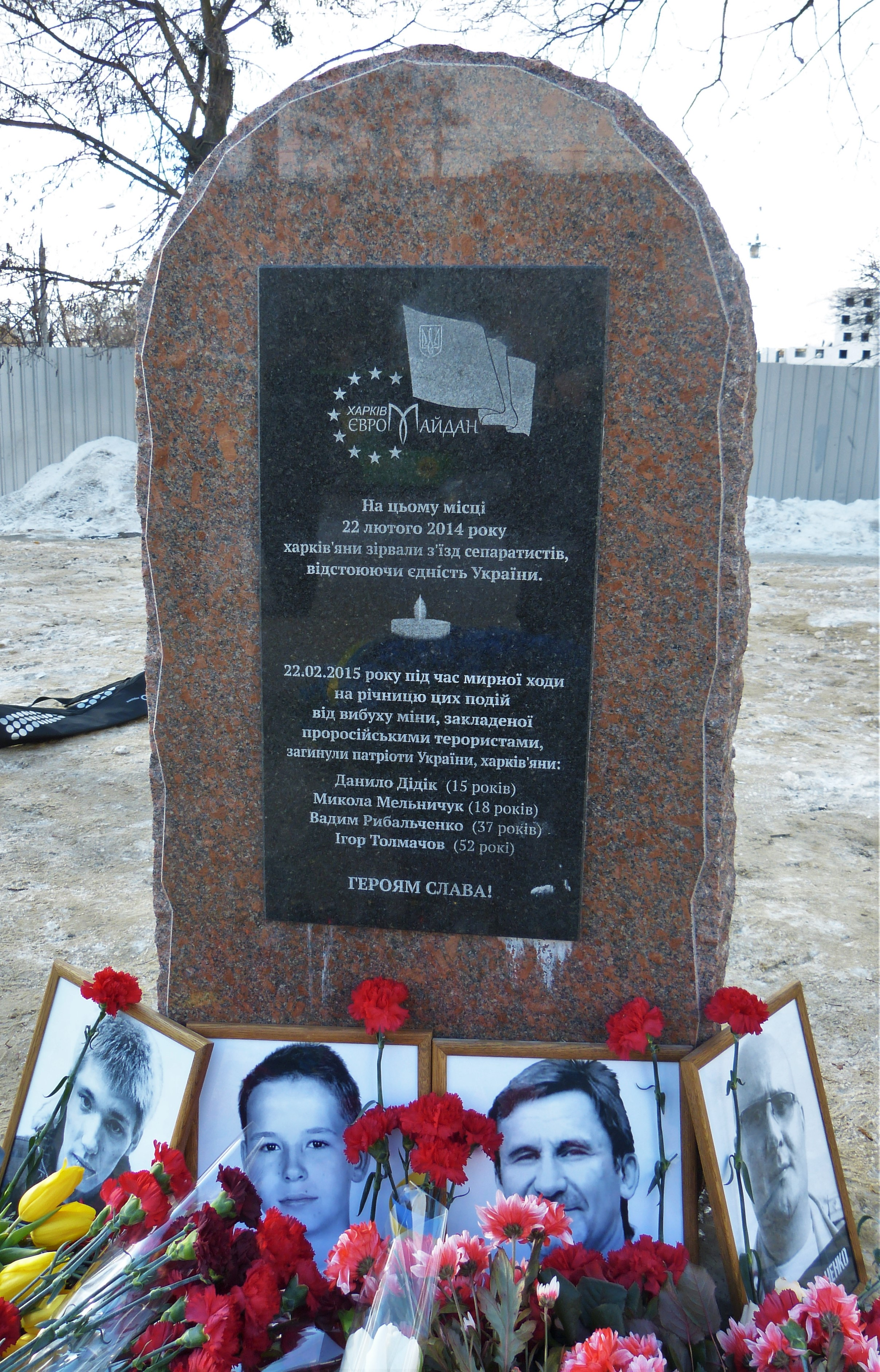
Пам'ятний знак загиблим.

24 лютого Указом Президента України загиблий активіст Ігор Толмачов був посмертно нагороджений орденом «За мужність» ІІІ ступеня «за громадянську мужність, патріотизм, самовіддане служіння Українському народові».
24 лютого 2015 рок у Харкові відбулося віче в пам'ять про загиблих.
22 лютого кожного року, поряд з пам'ятним знаком проходять акції по вшануванню загиблих, про що повідомляється на сайті організаторів.
22 лютого 2016 року в Харкові поблизу місця скоєння теракту був відкритий пам'ятний знак загиблим. За 4 дні, 27 лютого, 21-літній нетверезий чоловік намагався звалити пам'ятник, розкидав покладені поруч квіти та обмалював зображення державного прапору. Провадження щодо нього було скеровано до суду. У суді він своєї провини не визнав. Його було звільнено від відповідальності через те, що на момент винесення вироку у березні 2019 року сплив трирічний строк давності притягнення до кримінальної відповідальності. Також було залишено без розгляду позови про моральну та матеріальну компенсації.
21 вересня 2021 року у Харкові відкрилась меморіальна дошка за вбитими внаслідок теракту. Її освятив предстоятель ПЦУ митрополит Епіфаній та духовенство ПЦУ.

## Судовий процес
22 квітня 2015 року прокуратура Харківської області затвердила та направила до Фрунзенського районного суду м. Харкова обвинувальний акт стосовно трьох підозрюваних в скоєнні теракту — Віктора Тетюцького, Володимира Дворнікова та Сергія Башликова.
22 лютого 2017 року прокурор Харківської області Юрій Данильченко заявив, що обвинувачені та їхні захисники використовують всі можливості, щоб затягнути судовий процес. Він також зазначив, що «на 90 % судовий процес завершений», вже відбулося близько 60 судових засідань і ще понад 20 зірвано з вини захисту.
Станом на 5 грудня 2018 року, розгляд справи тривав у Фрунзенському районному суді м. Харкова. Обвинуваченими залишалися троє: Віктор Тетюцький, Володимир Дворніков, Сергій Башликов.
26 грудня 2019 року прокурор Володимир Лимар заявив під час чергового засідання суду, що обвинувачені в теракті біля Палацу спорту є в списках на обмін, їх обміну принципово вимагає Росія. Домовленість про обмін утримуваними особами за принципом «всіх на всіх» до 31 грудня була досягнута в рамках Нормандського саміту 9 грудня 2019 року у Парижі. Прокурор вніс клопотання про зміну запобіжного заходу обвинуваченим з тримання під вартою на особисте зобов'язання та водночас просив довічного ув'язнення для усіх трьох обвинувачених. Адвокат потерпілих від теракту Олег Головков заявив, що передача обвинувачених у цій справі іншій державі «матиме очевидні ознаки злочину проти правосуддя». З його точки зору, обвинувачені не підпадають під жодну придатну для обміну категорію.
Колегія суддів Фрунзенського районного суду Харкова 28 грудня засудила обвинувачених у теракті Віктора Тетюцького, Володимира Дворнікова та Сергія Башликова до довічного ув'язнення із конфіскацією майна. Однак у зв'язку із «винятковими обставинами» запобіжний захід для засуджених змінений на «особисте зобов'язання». Адвокат потерпілих від теракту Олег Головков після оголошення вироку заявив представникам ЗМІ, що він і його підзахисні не мають ніяких претензій до самого вироку, але мають намір оскаржувати рішення про видачу засуджених як «політичне й жодним чином не пов'язане із законом».
Сторона захисту оскаржила вирок. Апеляційний суд відмовив у задоволенні та залишив вирок суду першої інстанції без змін. У листопаді 2024 р. Верховний Суд залишив у силі вирок суду першої інстанції.